# Anfiteatro 9
O Anfiteatro 9, espaço cultural da Universidade de Brasília, é um Anfiteatro localizado no setor Sul do Instituto Central de Ciências (ICC), prédio também conhecido pelo nome de Minhocão, o principal prédio acadêmico da Universidade de Brasília, localizado no Campus Darcy Ribeiro, em Brasília.

## História
Palco de eventos lendários realizados no Campus Darcy Ribeiro da Universidade de Brasília desde 1971, o Anfiteatro 9 já abrigou shows e eventos de inúmeras personalidades nacionais e internacionais ao longo de seus quase cinquenta anos de funcionamento.

## O Anfiteatro 9 hoje
Segundo a Coordenação de Arte e Cultura da UnB vinculada à Diretoria de Organizações Comunitárias Cultura e Arte (DOCCA) do Decanato de Assuntos Comunitários (DAC) da UnB, "O Anfiteatro comporta 248 pessoas sentadas. O espaço está equipado com sonorização e iluminação artística, mesa, luz, som, equipamento de projeção audiovisual, ventiladores, palco de madeira, cortinas tipo palco italiano."

## Lista de eventos relevantes
Centenas ou mesmo milhares de eventos sociais já ocorreram no Anfiteatro 9, sendo uma lista incompleta dos mesmos aqui apresentada.

### Eventos Acadêmicos
1. Palestra Ariano Suassuna. 199-. Imagem a direita de um homem.[4]
2. Fórum do Pensamento Inquieto. dez 1992.[5]
3. Semana Universitária 1990.[6]
4. Palestra com Edgard Morin. 1990.[7]
5. Debate demarcação de terras no Brasil
6. Lançamento da revista Tubo de Ensaios

### Eventos Musicais
1. 17º Festival Universitário de Música Candanga da Universidade de Brasília (Finca). 2017.[8]
2. recital AfroBarroco em Palestra Musical - Cantos do Recuados
3. Apresentações do Coro Sinfônico da UnB

### Eventos Teatrais
1. Espetáculo teatral: elas.com

### Eventos Cinematográficos
1. Mostra 'Um olhar de Brasília'

### Eventos de Dança
1. Oficina de Maculelê e Roda de Angola
2. Primeiro batizado e troca de cordas da capoeira Ginga ativa

### Movimentos Sociais
1. "peladaço" contra repressão de performance
2. UnB Drag Race